# Ацхуми
Народ Ацхуми (перс. مردم اَچُمی) или Кудмони(арап. خودمونية) су етничка група аријевске расе и ирански народи који живе на југу Ирана, односно на југу провинција Фарс и Керман, источном делу провинције Бушер и готово целом Хормозганy провинција.
Поред тога, многи од њих већ дуги низ година живе у Персијски залив, попут УАЕ, Бахреина, Кувајта, Катара и Омана, и сматрају се домороцима.
Већина њих су сунити, а међу њима се виде и мањине шиити, ти људи говоре језик Ацхуми (који је ближи древном персијском него савременом персијском).